# Nogent-sur-Marne
Nogent-sur-Marne er er en mindre forstad til Paris, Frankrig. Den er hovedsæde i arrondissementet af samme navn i departementet Val-de-Marne. Indbyggerne kaldes Nogentais.